# Брумберг, Валентина Семёновна
Валентина Семёновна Брумберг (2 августа 1899 года, Москва — 28 ноября 1975 года, там же) — советский режиссёр и художница мультипликационного кино. Заслуженный деятель искусств РСФСР (1968).
Вместе с сестрой Зинаидой долгие годы работала над созданием мультфильмов, многие из которых стали классикой советской мультипликации.

## Биография
Родилась 2 августа 1899 года в Москве.
В 1924 году, окончив ВХУТЕМАС, вместе с перспективными молодыми художниками поступила на службу в первую экспериментальную мультипликационную мастерскую при Государственном техникуме кинематографии.
На сцене Московского театра для детей в 1927 году режиссёр Н. И. Сац впервые вводит мультипликацию в качестве одного из элементов спектакля. Сёстры Брумберг работают над постановками «Негритёнок и обезьяна» и «Про Дзюбу».
Первый период творчества характеризуется реалистичной манерой анимации. В 1960-е годы начинаются поиски и эксперименты, приведшие к появлению работ, отличающихся от привычных. К примеру, в 1961 году выходит фильм «Большие неприятности», нарисованный в стиле детского рисунка. Несмотря на разноплановость работ, в каждой из них узнаётся стиль мастера.
Фёдор Хитрук говорил о сёстрах Брумберг:

Есть такое выражение «светлая память». Я думаю, что к сестрам Брумберг более всего подходит «светлая и весёлая память». Я их помню именно такими — шумными, энергичными невероятно, в какой-то степени даже легкомысленными и несерьёзными в работе. Хотя я знаю, что они очень много и тщательно готовились к своим картинам. А вообще мне приятно просто их вспоминать, потому что я сам становлюсь моложе, веселей и энергичней. Возвращается что-то потерянное…

Умерла 28 ноября 1975 года в Москве. Похоронена на Малаховском кладбище.

## Награды и звания
- орден «Знак Почёта» (14.04.1944) — за успешную работу в области советской кинематографии в дни Отечественной войны и выпуск высокохудожественных кинокартин[6].
- заслуженный деятель искусств РСФСР (07.02.1968) — за заслуги в области советского киноискусства[7].

## Награды на фестивалях
- Мультфильм «Исполнение желаний» — III Международный Фестиваль анимационных фильмов в Аннеси (Франция), 1960 — Диплом.
- Мультфильм «День рождения» — II Международный Фестиваль короткометражных фильмов в Монтевидео (Уругвай), 1960 — удостоен упоминания.

## Мультфильмы
- 1927 — «Даёшь хороший лавком!»
- 1928 — «Самоедский мальчик»
- 1930 — «Весенний сев»
- 1931 — «Автодорец»
- 1931 — «Блоха»[источник не указан 637 дней]
- 1932 — «Паровоз, лети вперёд!»[источник не указан 637 дней]
- 1932 — «Весёлая жизнь»
- 1934 — «Царь Дурандай»
- 1935 — «Стрекоза и муравей»
- 1937 — «Заяц-портной»
- 1937 — «Красная Шапочка»
- 1938 — «Ивашко и Баба-Яга»
- 1938 — «Кот в сапогах»
- 1941 — «Журнал Политсатиры № 2»
- 1943 — «Сказка о царе Салтане»
- 1944 — «Синдбад-мореход»
- 1945 — «Пропавшая грамота»
- 1948 — «Сказка о солдате»
- 1948 — «Федя Зайцев»
- 1949 — «Чудесный колокольчик»
- 1950 — «Девочка в цирке»
- 1951 — «Ночь перед Рождеством»
- 1953 — «Полёт на Луну»
- 1955 — «Остров ошибок»
- 1955 — «Стёпа-моряк»
- 1956 — «Палка выручалка»
- 1957 — «Исполнение желаний»
- 1958 — «Тайна далёкого острова»
- 1959 — «День рождения»
- 1960 — «Человечка нарисовал я»
- 1961 — «Большие неприятности»
- 1963 — «Три толстяка»
- 1964 — «Храбрый портняжка»
- 1965 — «За час до свидания»
- 1966 — «Про злую мачеху»
- 1967 — «Машинка времени»
- 1968 — «Кот в сапогах»
- 1969 — «Капризная принцесса»
- 1970 — «Кентервильское привидение»
- 1971 — «Огонь»
- 1972 — «Волшебная палочка»
- 1973 — «Новые большие неприятности»
- 1974 — «С бору по сосенке»